# Samantha Hudson
Samantha Hudson, pseudonimo di Iván González Ranedo (León, 11 settembre 1999), è un cantante, attore, attivista, drag queen e personaggio televisivo spagnolo.

## Biografia
Nato a León nel 1999, il personaggio di Samantha Hudson è salito alla ribalta nel 2015 con il singolo di debutto Maricón, che era stato precedente registrato come parti di un progetto scolastico di cultura audiovisiva presso l'istituto Josep Maria Llompart de Palma. Il brano, accompagnato da un video musicale caricato su YouTube che è diventato virale in Spagna, fu oggetto di critiche da parte di organizzazioni religiose e di gruppi politici di stampo conservatore, in particolare dal partito di estrema destra Vox.
Nel 2017, dopo aver conseguito un diploma di scuola secondaria, si è trasferito a Barcellona per proseguire con la sua carriera musicale, per poi stabilirsi l'anno successivo a Madrid.
Dal 2019 al 2021, Hudson si è esibita a cadenza settimanale presso la sala da concerti di Chueca, in collaborazione con il cantante Paco Clavel. Nello stesso anno, l'artista firma un contratto discografico con la Subterfuge Records con cui ha pubblicato Los grandes éxitos de Samantha, una raccolta contente tutti i singoli precedentemente registrati da Hudson.
In occasione dell'edizione 2020 della parata del pride di Madrid, successivamente cancellata a causa della pandemia di COVID-19, Hudson ha preso parte alla campagna di sensibilizzazione #ProtégeteDelOdio, insieme ad altri personaggi pubblici come Carla Antonelli ed Eduardo Rubiño. Nel dicembre dello stesso anno, collabora con il servizio streaming Netflix, per la pubblicazione del podcast ¿Sigues ahí?, in collaborazione con il presentatore televisivo Jordi Cruz.
Nel febbraio 2021, in occosione dell'ottava edizione dei Premios Feroz, Hudson si è esibito in un monologo in cui rivendica l'abbandono sull'uso del binarismo di genere, tramite similitudini con la classificazione dei generi cinematografici. Nello stesso anno pubblica il suo album di debutto Liquidación total.
L'anno successivo ha preso parte al festival internazionale Primavera Pro, dove ha presentato un dibattito sull'uso del arte "camp" all'interno della musica, a cui è intervenuto anche il regista statunitense John Waters. Nello stesso anno, insieme al regista Pedro Almodóvar e la youtuber Carolina Iglesias, è stato premiato dal Ministero dell'Uguaglianza durante la seconda edizione dei Rainbow Awards, per la loro campagna di sensibilizzazione per i giovani non rappresentati dal binarismo di genere.

## Vita privata
Durante l'infanzia, Hudson ha intrapreso un percorso di devozione alla Chiesa cattolica palmariana, tuttavia ha successivamente abbandonato l'idea citando la mancanza d'interesse della chiesa nei confronti della comunità LGBT.
Dopo aver attraversato un periodo in cui si identificava come una donna transgender, in un'intervista del 2021 ha affermato di identificarsi come persona non-binary.

## Filmografia

### Cinema
- Samantha Hudson, una historia de fe, sexo y electroqueer, regia di Joan Porcel (2018)
- ¡Corten!, regia di Marc Ferrer (2021)
- Rainbow, regia di Paco León (2022)

### Televisione
- Mai neva a ciutat – serie TV, 1 episodio (2017)
- Veneno – serie TV, 1 episodio (2020)
- Una Navidad con Samantha Hudson – telefilm (2021)

### Teatro
- Eutanasia Deluxe  (2021)

## Programmi televisivi
- Las uñas (Atresplayer, 2018)
- Los felices veinte (Orange TV, 2020)
- ¿Sigues ahí? (Netflix, 2020-2022)
- Celebrity MasterChef España (La 1, 2021)
- Amor con Fianza: El reencuentro (Netflix, 2021)
- Paca te lleva al huerto (Atresplayer, 2021)
- Alguna pregunta més? (TV3, 2021)
- Drag Race España (Atresplayer, 2021)
- Pasapalabra (Antena 3, 2021)
- Sálvame (Telecinco, 2021)
- Crímenes online (Flooxer, 2022)
- Sálvame Fashion Week (Telecinco, 2022)
- Sálvame Mediafest (Telecinco, 2022)
- Maestros de la costura (La 1, 2022)

## Discografia

### Album in studio
- 2021 – Liquidación total

### Raccolte
- 2019 – Los grandes éxitos de Samantha

### Singoli
- 2015 – Maricón
- 2016 – Super preñada
- 2017 – Burguesa arruinada
- 2019 – Seguro de moto
- 2020 – Hazme el favor (Vente conmigo a bailar)
- 2021 – Dulce y bautizada
- 2021 – Disco Jet Lag (con La Prohibida)
- 2021 – Guateque
- 2021 – Por España
- 2022 – Demasiado coño
- 2022 – Perra (con La Dani)